# Chiltonia mihiwaka
Chiltonia mihiwaka är en kräftdjursart som först beskrevs av Charles Chilton 1898.  Chiltonia mihiwaka ingår i släktet Chiltonia och familjen Hyalidae. Inga underarter finns listade i Catalogue of Life.